# Stare Miasto (Kłodzko)
Stare Miasto (niem.: Altstadt) – najstarsza i zabytkowa część Kłodzka, znajdująca się w centrum miasta, powstała w X wieku z rozwijającego się podgrodzia i osady targowej.

## Geografia

### Położenie geograficzne

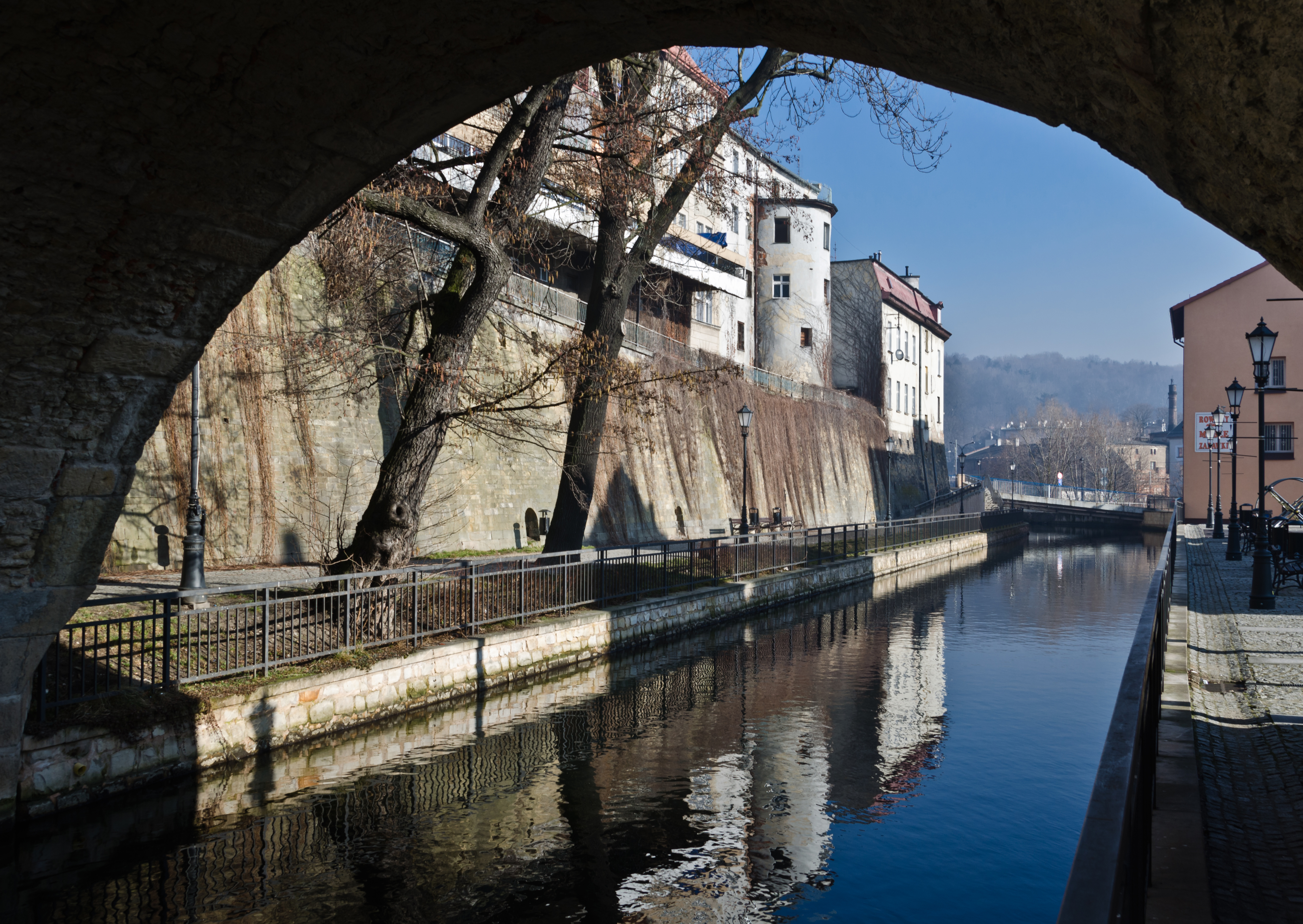
Kanał Młynówka dzielący Stare Miasto od Wyspy Piasek

Stare Miasto położone jest w centralnej części miasta Kłodzka, między Przedmieściem Ząbkowickim i osiedlem Nowym Świat na północy, osiedlami św. Wojciecha i Leona Kruczkowskiego na zachodzie, Śródmieściem (dawne Przedmieście Zielone) na południu oraz Wyspą Piasek na wschodzie.
Granice Starego Miasta wyznacza linia dawnych murów miejskich, a więc dzisiejsze parki i ulice:
- ul. Łukasińskiego (do nr 24) oraz Forteczna Góra – od północy,
- ul. Niska i ul. Łukasińskiego – od wschodu,
- ul. Zawiszy Czarnego oraz ul. Nad Kanałem – od południa,
- Park im. R. Traugutta – od zachodu.

### Warunki naturalne
Stare Miasto znajduje się na wzniesieniu. Tak jak pozostałe części miasta charakteryzuje się dosyć dużym zróżnicowaniem terenu, licząc w najniższym punkcie 301, zaś w najwyższym 340 m n.p.m.

## Historia

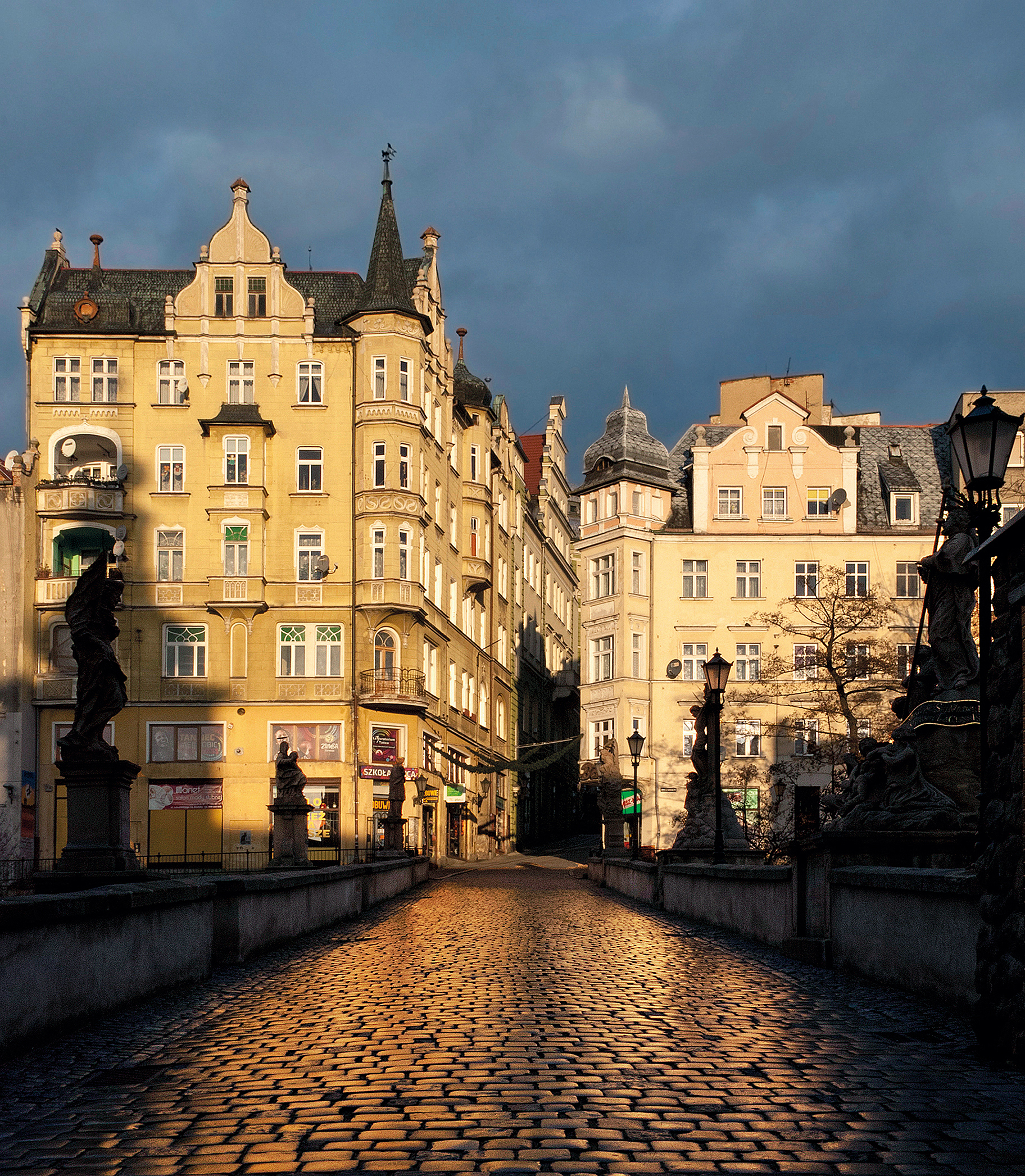
Most gotycki na Młynówce i ul. Wita Stwosza

### Początki
Początki Starego Miasta mają ścisły związek z powstałym najpóźniej w X wieku grodzie na Fortecznej Górze. U jego południowych stóp, na lewym brzegu Nysy Kłodzkiej powstała niebawem najpóźniej w XII wieku osada targowa, stanowiąca podgrodzie, która urosła do znaczących rozmiarów, posiadając własne drewniane fortyfikacje. Jej główną oś stanowiła obecna ulica Czeska. W grodzie znajdował się zamek oraz kościoły: Najświętszej Panny Marii i św. Wacława.
Do roku 1250 cały obszar współczesnej starówki był całkowicie zabudowany, czego bezpośrednim dowodem jest ulokowanie zakonu franciszkanów na Wyspie Piasek. Bardzo wcześnie ulokowane zostało targowisko, które według wielu historyków zostało założone na miejscu obecnego rynku na miejscu zbiegania się czterech ważnych szlaków handlowych. W 1. połowie XIII wieku do osady tej przybyli nowi niemieccy osadnicy, którzy założyli drugą osadę w rejonie dzisiejszej ulicy Łukasińskiego. Obie te osady (vicus) zostały połączone w jeden organizm miejski podczas lokacji, która miała miejsce między 1250 a 1275 rokiem. Jednak jej dokładna data nie jest znana ze względu na brak zachowanego dokumentu lokacyjnego.

### Średniowiecze

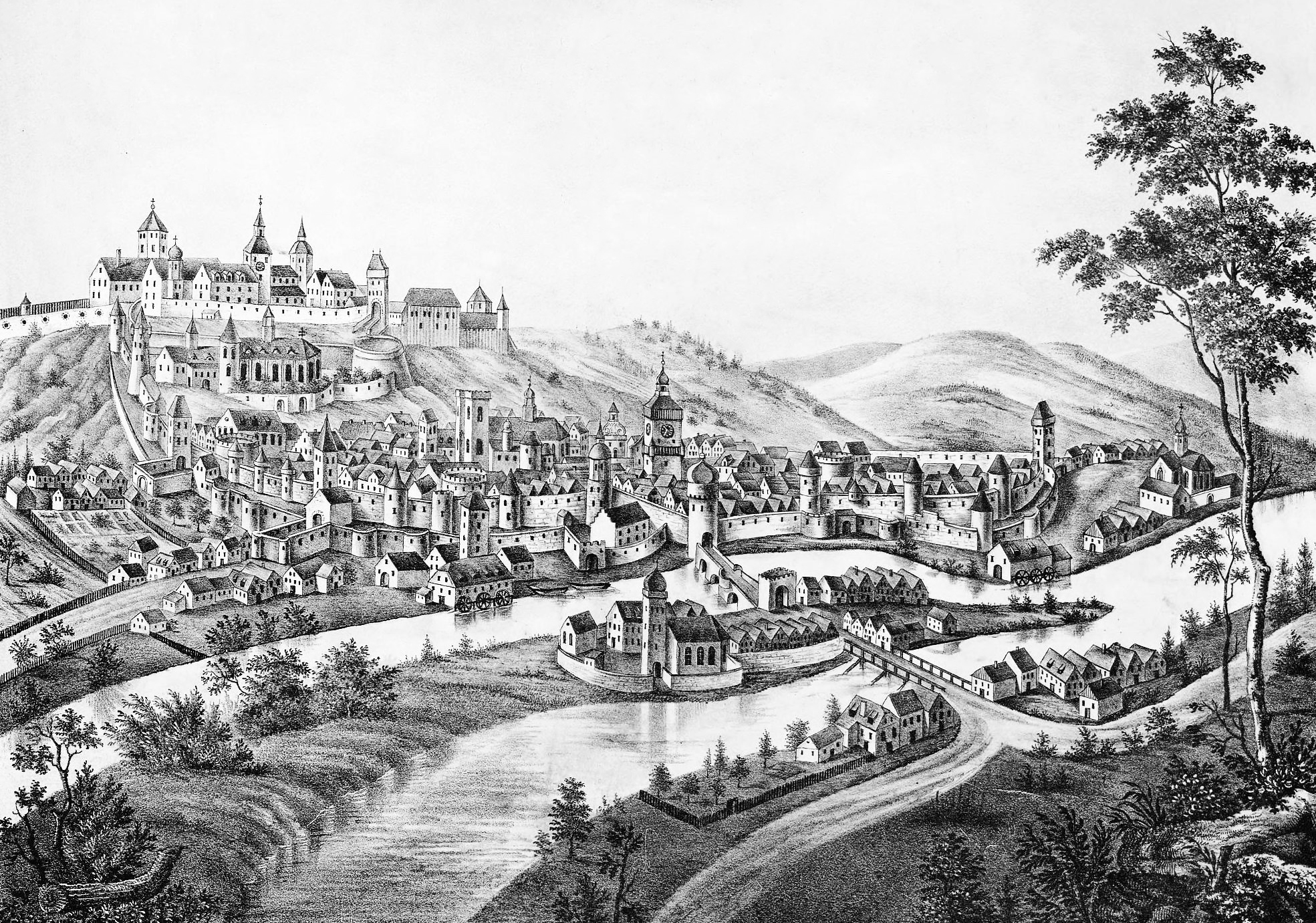
Jeden z najstarszych wizerunków Kłodzka autorstwa Matthäusa Meriana z 1650 roku

W ciągu następnych kilkudziesięciu lat Kłodzko stało się ważnym ośrodkiem administracyjnym i wojskowym na ziemi kłodzkiej oraz znaczącym ośrodkiem handlowym. Funkcjonował tutaj sprowadzony w 2 połowie XII wieku zakon joannitów, który przejął opiekę nad dwoma wymienionymi wcześniej świątyniami oraz wzniósł nowy kościół, szpital i klasztor.
Dalszy rozwój osady opierał się prawie wyłącznie na silnie rozwiniętym handlu, rzemiośle (głównie sukiennictwo, płóciennictwo, piwowarstwo). Na początku XIV wieku istniała tu cegielnia, pojawiły się na obecnej starówce pierwsze murowane kamienice, a najważniejsze ulice pokryto kostką granitową. W latach 1342–1344 wzniesiono nowy murowany ratusz. Już na początku XIV wieku otwarto pierwszą szkołę parafialną, a w połowie tego samego stulecia do miasta sprowadzono zakon augustianów, którzy zbudowali potężny kompleks na Górze Fortecznej, składający się z klasztoru i Kościoła Zwiastowania Najświętszej Maryi Panny.
Wiek XV przyniósł znaczne zniszczenie miasta i zahamowanie jego rozwoju, co spowodowane było wojnami husyckimi, powodziami (1454, 1475) i pożarami.

### Epoka nowożytna

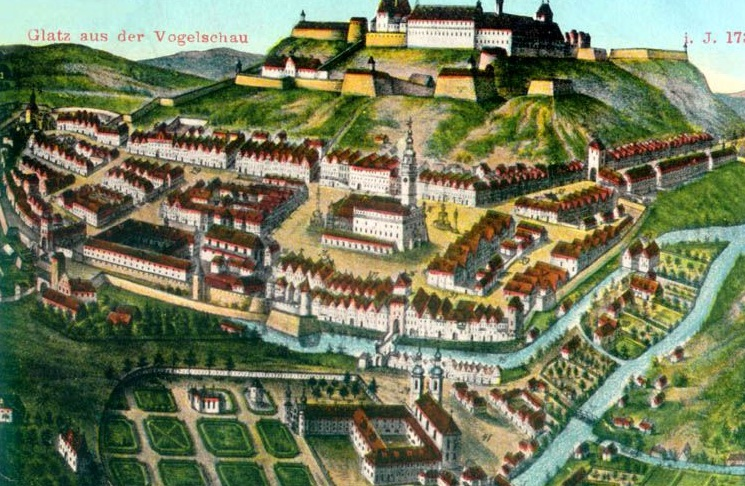
Kłodzko w 1737 roku

W 1526 roku miasto wraz z całym hrabstwem dostało się pod panowanie Habsburgów. Kłodzko stało się silnym ośrodkiem protestantyzmu, a przed wybuchem wojny trzydziestoletniej było całkowicie luterańskie. W życiu gospodarczym nastąpił dalszy rozwój rzemiosła – płóciennictwa i kowalstwa, a także piwowarstwa, wybudowano wodociągi i wieżę ciśnień, a w 1619 roku założono drukarnię. Świadectwem rozwoju miasta było wybudowanie nowych kamienic w stylu renesansowym i barokowym. Okres prosperity przewała wojna trzydziestoletnia (1618–1648), która doprowadziła miasto do ruiny.

### Pod panowaniem pruskim (niemieckim)
W 1742 roku Kłodzko znalazło się w granicach Królestwa Prus. Przyłączenie do nowego państwa nie poprawiło kondycji miasta, które stało się miastem wojskowym. Wtedy też wyburzono ostatecznie zamek na Górze Fortecznej i ukończono twierdzę. W połowie XVIII wieku pojawiły się pierwsze latarnie uliczne oraz wyremontowano kościół parafialny po zniszczeniach z początku XVII wieku. Miasto otrzymało status twierdzy.

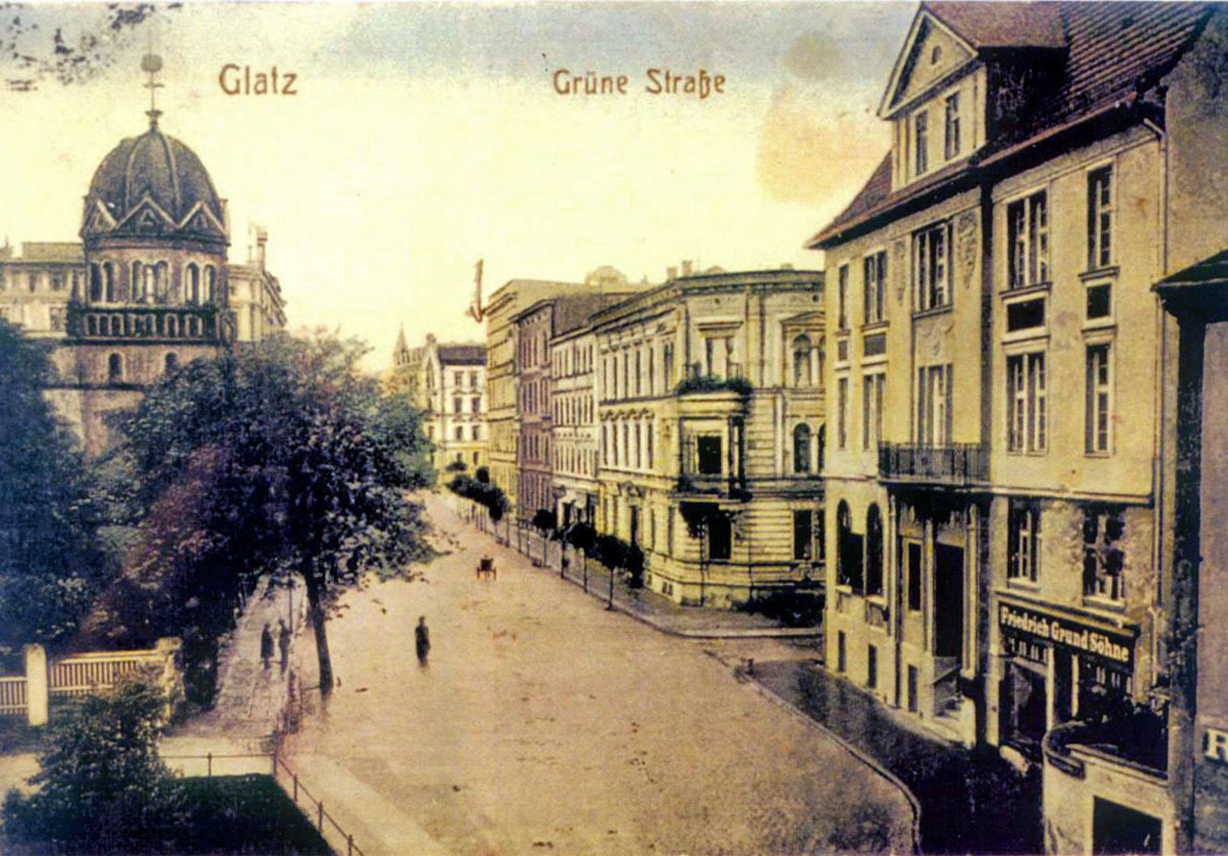
Widok na ul. Zieloną (obecnie Wojska Polskiego) z widoczną po lewej stronie synagogą spaloną podczas nocy kryształowej w 1938 roku

Pewne ożywienie nastąpiło po wojnach napoleońskich, co wynikało z rozwoju komunikacji, przemysłu i turystyki, której z kolei rozkwit możliwy był dzięki zbudowaniu większości szos łączących Kłodzko z innymi miejscowościami regionu. W 1867 roku obszar miasta zamieszkiwało 7843 mieszkańców. Ważnym wydarzeniem było zniesienie w 1877 roku statusu miasta-twierdzy, który umożliwił rozbiórkę fortyfikacji wokół starego miasta i dalszą rozbudowę miasta poza obszar współczesnej starówki.
Przełom XIX i XX wieku przyniósł poprawę estetyki Starego Miasta, jego upiększenie poprzez zakładanie skwerów w rejonie likwidowanych murów i bram miejskich oraz budowę nowych obiektów użyteczności publicznej takich jak: szkoły, ratusz czy remiza strażacka
W okresie dwudziestolecia międzywojennego nie przeprowadzono większych zmian w wyglądzie starówki. Przełom stanowiło dojście do władzy nazistów, którzy podczas „nocy kryształowej” dokonali splądrowania wielu sklepów należących do osób pochodzenia żydowskiego, których znaczna część znajdowała się w centrum miasta.

### W granicach Polski

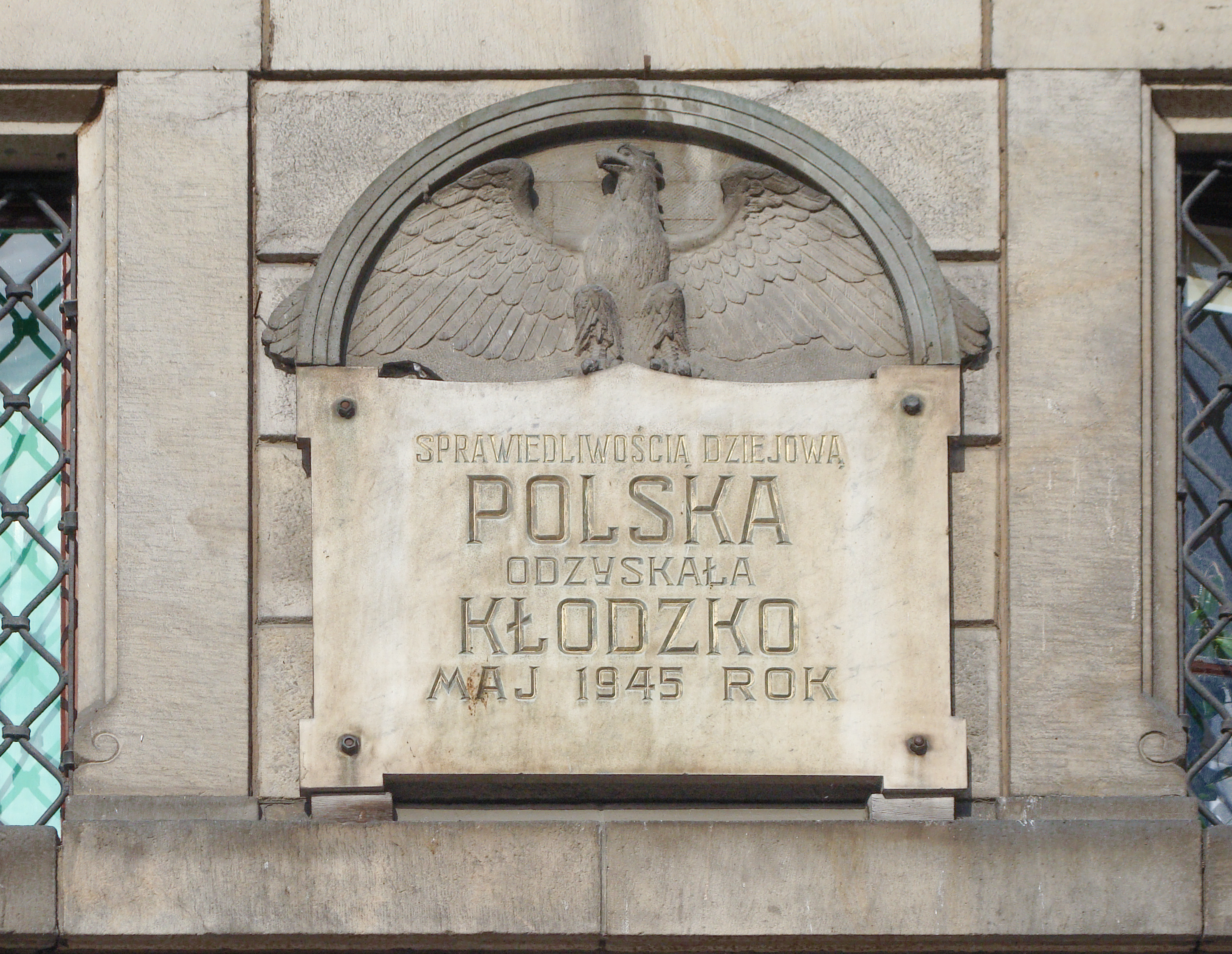
Tablica na kłodzkim ratuszu z 1945 roku upamiętniająca przyłączenie Kłodzka do Polski

Z kataklizmu II wojny światowej Kłodzka starówka wyszła nietknięta. Kłodzko znalazło się w granicach państwa polskiego. Mimo to w latach 50. i 60. XX wieku rozebrano znaczną część kamienic znajdujących się na niej ze względu na zły stan techniczny. Całemu temu obszarowi groziło zawalenie ze względu na osuwiska. Ostatecznie udało się uratować miasto przed zawaleniem. Do istotniejszych zmian należało w tym czasie pokrycie asfaltem nawierzchni ulic na rynku, które do tej pory były wybrukowane. Pogorszeniu na skutek niedoinwestowania uległa estetyka miejska. W 1975 roku siedziba władz miejskich została przeniesiona z ratusza do byłego gmachu starostwa powiatowego, tym samym ze starówki zniknął niezwykle ważny urząd, jakim był magistrat.
Sytuacja zmieniła się po 1990 roku i demokratyzacji państwa polskiego. Z większości ulic w obrębie Starego Miasta wycofano ruch kołowy, a nawierzchnię asfaltową ponownie zastąpiono kostkę brukową. Obecnie większość ulic stanowią deptaki miejskie ze stylizowanymi lampami i ławkami. Od 1998 roku ma miejsce gruntowna rewitalizacja kłodzkiej starówki, która dokonywana jest z funduszy ministerstwa kultury oraz unijnych.

## Administracja

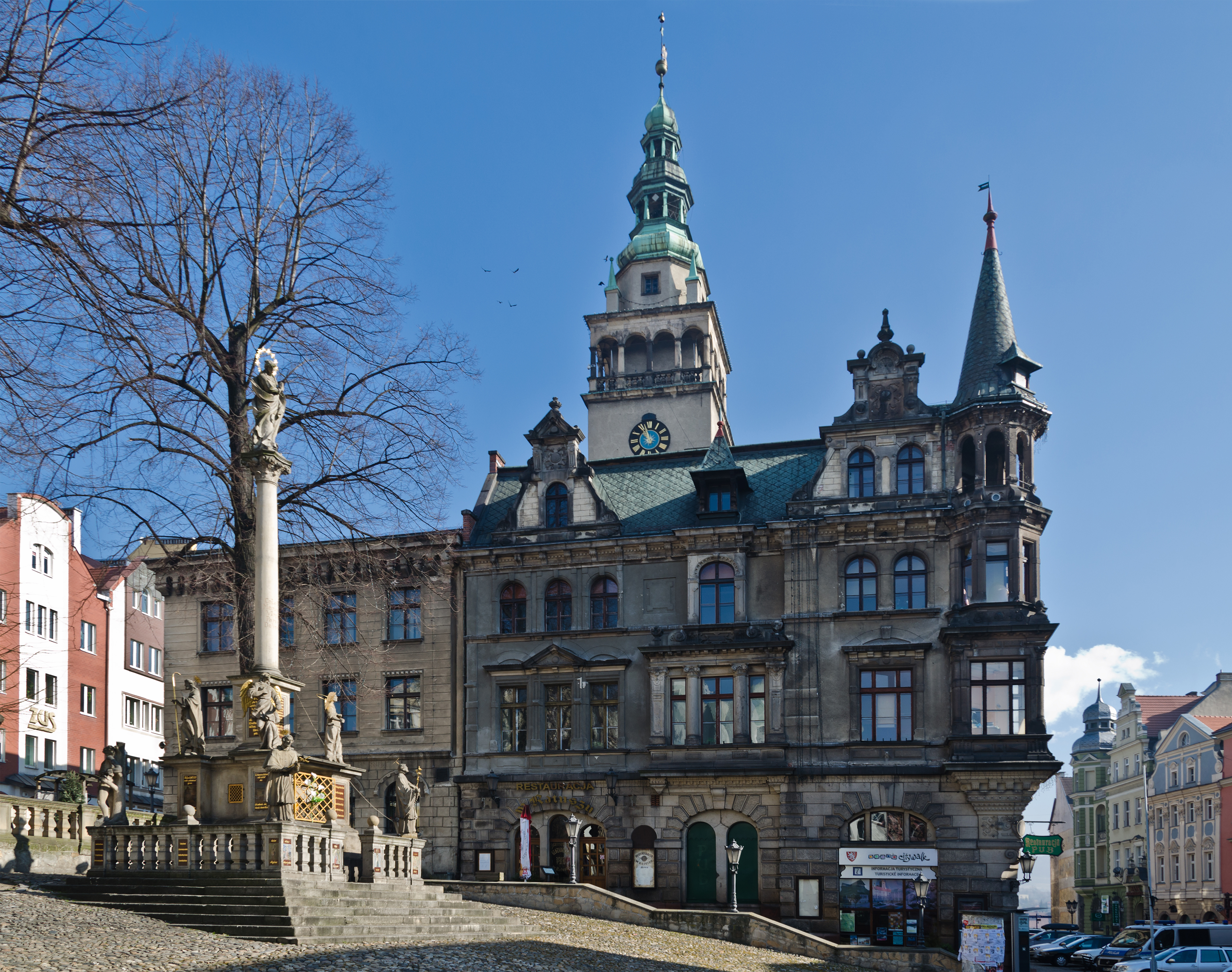
Ratusz w Kłodzku, siedziba władz miejskich

Na terenie Kłodzka nie występują pomocnicze jednostki administracyjne, takie jak: osiedla, czy dzielnice, dlatego też o większości spraw decyduje samorząd miejski, którego siedziba znajduje się na pl. Bolesława Chrobrego, na Starym Mieście. Mieszkańcy wybierają do Rady Miasta pięciu radnych co 5 lat (do 2018 roku kadencja wynosiła 4 lata), tworząc okręg wyborczy nr 2, wraz z całą północno-zachodnią częścią miasta, położoną na lewym brzegu Nysy Kłodzkiej.
Na kłodzkiej starówce zlokalizowanych jest znaczna część urzędów i instytucji publicznych takich jak:
- Urząd Miasta Kłodzka – pl. Chrobrego 1,
- Urząd Stanu Cywilnego – pl. Chrobrego 1,
- Bank Spółdzielczy – pl. Chrobrego 4,
- Zakład Ubezpieczeń Społecznych, oddział w Wałbrzychu, inspektorat Kłodzko – pl. Chrobrego 21.

## Edukacja i kultura

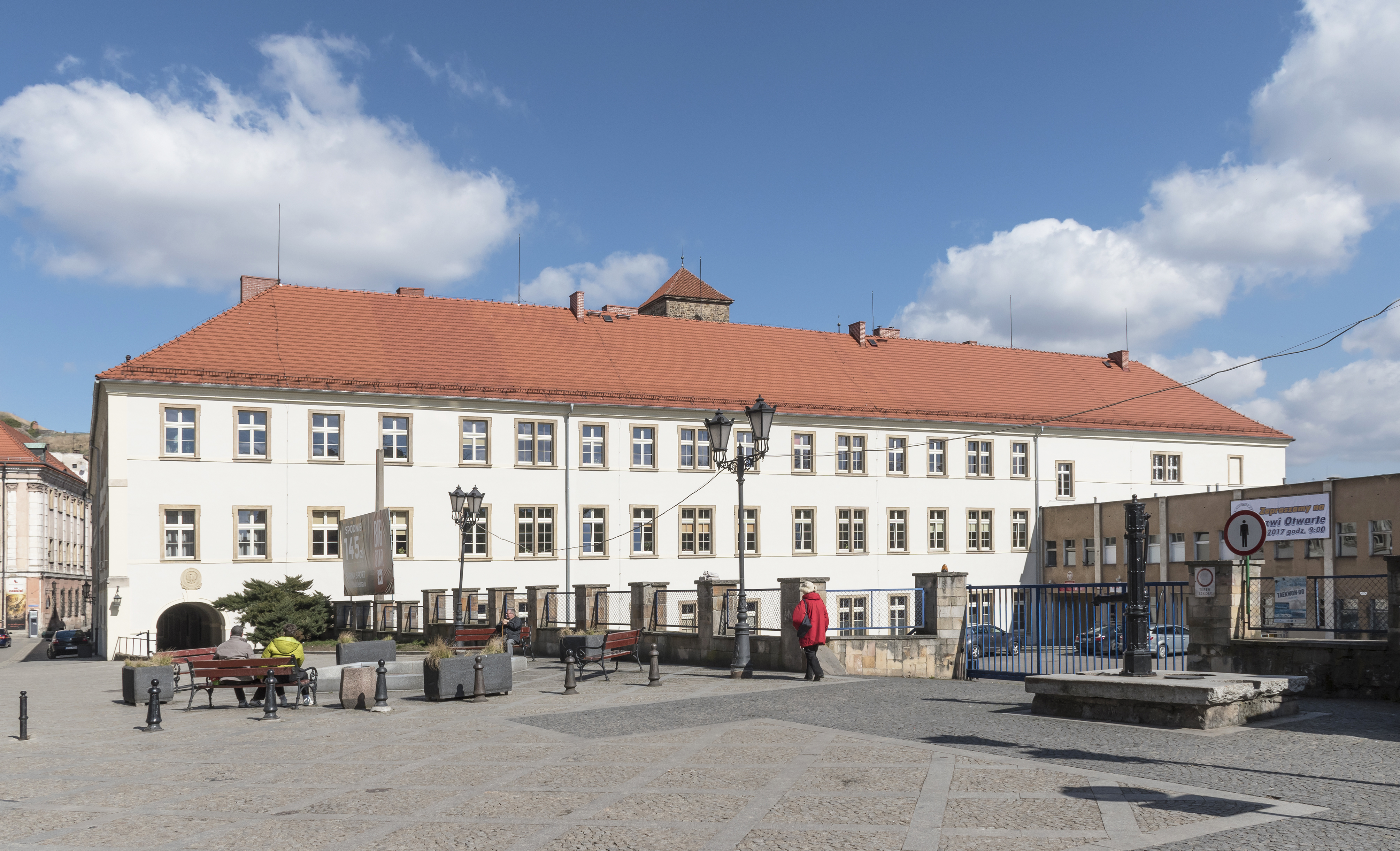
I LO im. Bolesława Chrobrego w Kłodzku mieszcząca się w budynku byłego Kolegium Jezuickiego

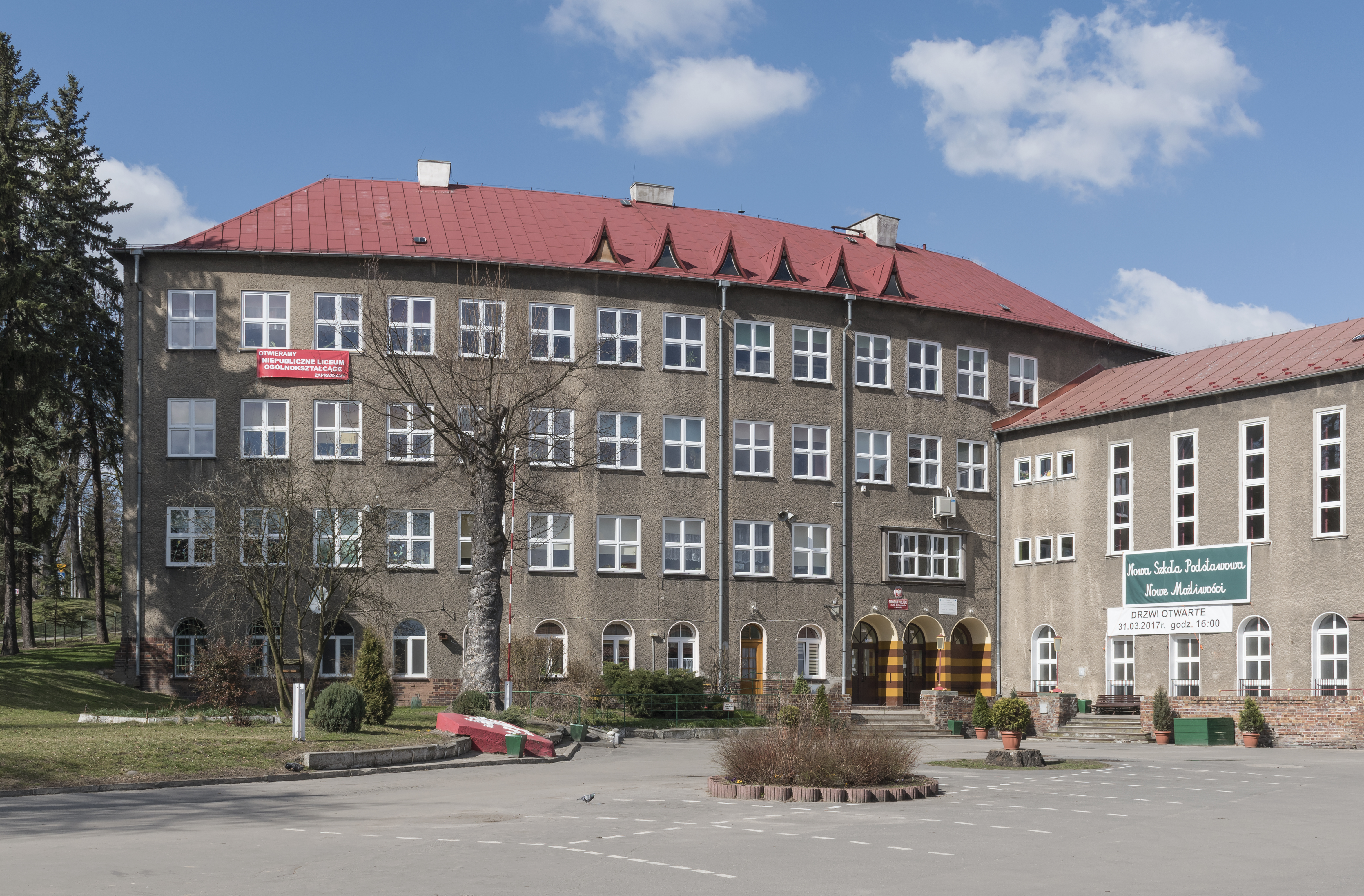
Szkoła Podstawowa im. Reymonta – jedna z większych szkół podstawowych gminy Kłodzko

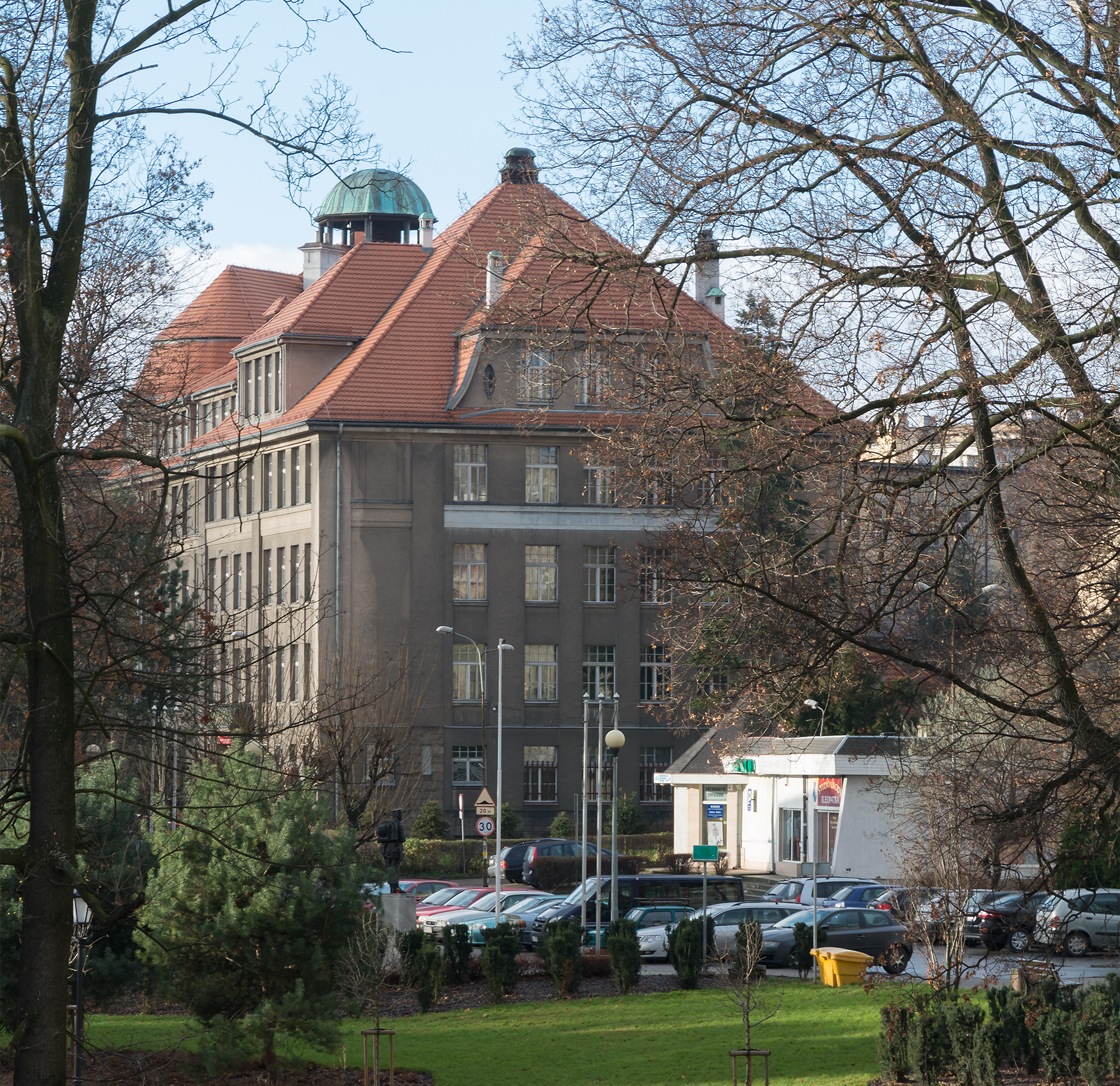
Okazały gmach Szkoły Podstawowej nr 1 im. A. Mickiewicza widziany z Parku Sybiraków

Stare Miasto z racji swojego położenia stanowi kulturalny i edukacyjny ośrodek Kłodzka. Dzieci w wieku 7–15 lat uczęszczają do znajdującej się tutaj Szkoły Podstawowej nr 1 im. Adama Mickiewicza przy ul. Zawiszy Czarnego 3-5. Gmach szkolny powstał ona w latach 1911–1914 w miejscu wyburzonych wcześnie starych koszar wojskowych. Była to powszechna niemiecka szkoła elementarna. Po II wojnie światowej swoją siedzibę znalazła tam jedna z pierwszych szkół w polskim Kłodzku – Szkoła Podstawowa nr 1, a w latach 1999–2019 w budynku mieściło się Gimnazjum z Oddziałami Dwujęzycznymi nr 1 im. Adama Mickiewicza.
Poza wspomnianą wyżej Szkołą Podstawową nr 1 na kłodzkiej starówce znajduje się także Szkoła Podstawowa im. Władysława Stanisława Reymonta przy ul. R. Traugutta 1a. Placówka ta powstała w latach 60. XX wieku po zaadaptowaniu przez władze Kłodzka budynku należącego do wojska. Ulokowano w nim wtedy 8-letnią szkołę podstawową, do której uczęszczały dzieci z terenu miasta Kłodzka. W 1972 roku obiekt został przekazany na cele oświatowe gminy wiejskiej Kłodzko. Od tego czasu w placówce kształcą się dzieci i młodzież z okolicznych wiosek. W latach 1999–2019 po reformie systemu edukacji w Polsce w budynku mieściło się w nim Gimnazjum Publiczne im. W. S. Reymonta.
Po ukończeniu szkoły podstawowej młodzież kontynuuje dalszą edukację w zdecydowanej mierze w szkołach średnich znajdujących się w Kłodzku. Jedną z nich znajduje się na starówce i jest nią I Liceum Ogólnokształcące im. Bolesława Chrobrego. Liceum to jest jedną z najstarszych szkół średnich na terenie ziemi kłodzkiej, której tradycje sięgają końca XVI wieku. Obecnie naukę w nim pobiera kilkuset uczniów z terenu powiatu kłodzkiego oraz sąsiednich powiatów. Szkoła zaś jest inicjatorem wielu działań na polu dydaktycznym, jak i kulturalnym wpisując się w obraz kulturalny miasta poprzez między innymi organizację „Dni Kultury”.
Stare Miasto jest świadkiem odbywania wielu imprez kulturalnych, które organizowane są z reguły na kłodzkim rynku oraz twierdzy kłodzkiej. Do najważniejszych instytucji kulturalnych położonych na starówce należą: Powiatowa i Miejska Biblioteka Publiczna im. Marii Dąbrowskiej oraz Muzeum Ziemi Kłodzkiej, gromadzące przeróżne zbiory dotyczące przeszłości i teraźniejszości nie tylko z obszaru miasta, ale także regionu.
Z najważniejszych imprez odbywających się na kłodzkiej starówce należy wymienić:
Finał Wielkiej Orkiestry Świątecznej Pomocy – styczeń
Dni Kłodzka – maj
Open Summer Festival – czerwiec
Dni Twierdzy Kłodzkiej – sierpień
Miodowe Lato Kłodzka – sierpień
meta Rajdu Dolnośląskiego – październik
Kłodzki Jarmark Świąteczny – grudzień

## Religia
Większość mieszkańców kłodzkiej starówki stanowią wyznawcy kościoła katolickiego. Poza tym drugą pod względem liczebności stanowią wyznawcy Kościoła Ewangelicko-Augsburskiego, którego parafia znajduje się na terenie historycznego Przedmieścia Ząbkowickiego.

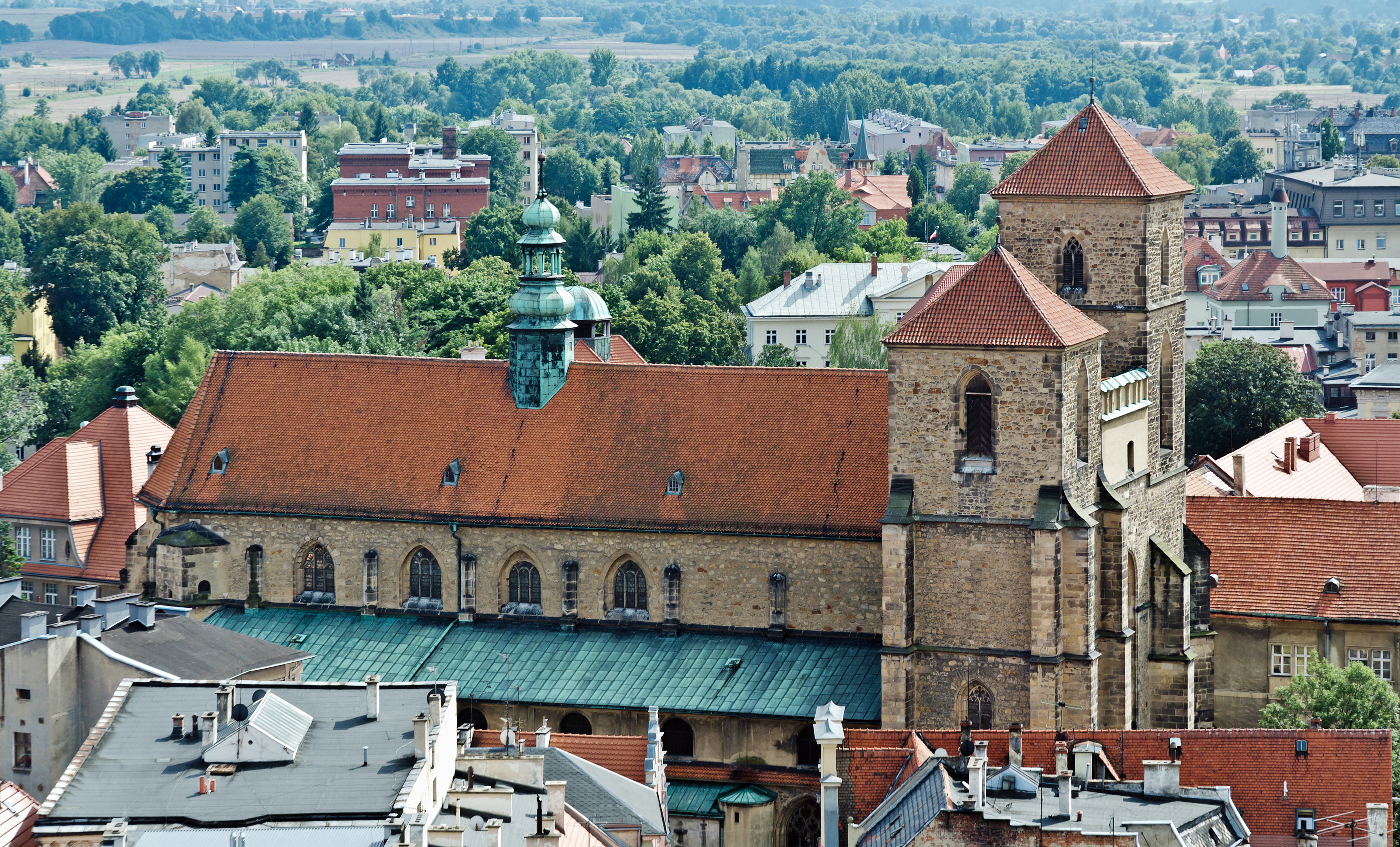
Kolegiata Wniebowzięcia NMP, najcenniejsza świątynia w mieście, dawniej brana pod uwagę jako katedra lub konkatedra diecezji świdnickiej

Stare Miasto wchodzi w skład najstarszej kłodzkiej parafii pod wezwaniem Wniebowzięcia Najświętszej Maryi Panny, która swoimi korzeniami sięga epoki średniowiecza. Jej obszar obejmuje także sąsiednie wioski. W ciągu XX wieku z jej obszaru wydzielono pozostałe działające do dzisiaj parafie w Kłodzku. Jej siedziba znajduje się w kościele Wniebowzięcia NMP, który pełni funkcję kościoła farnego, a przed II wojną światową był siedzibą Wielkiego Dekanatu, będącego w swego rodzaju „quasi-diecezją”. W 2004 roku był brany pod uwagę jako jedna z możliwych katedr mającej powstać diecezji sudeckiej, przy czym ostatecznie wybrano na jej stolicę – Świdnicę. W 2016 roku kościół farny został podniesiony do godności kolegiaty. Przy tej okazji utworzono przy nim kapitułę kolegiacką pw. Wniebowzięcia NMP i św. Franciszka Ksawerego.
Parafia, w której posługę sprawują księża jezuici oraz siostry dominikanki wchodziła w skład archidiecezji praskiej (formalnie do 1972), a następnie archidiecezji wrocławskiej i obecnie diecezji świdnickiej.

## Architektura i urbanistyka
Obszar Starego Miasta był bardzo gęsto zabudowany już w epoce średniowiecza, stąd pokrywa go bardzo gęsta sieć ulic i placów, których liczba wynosi aktualnie 21:

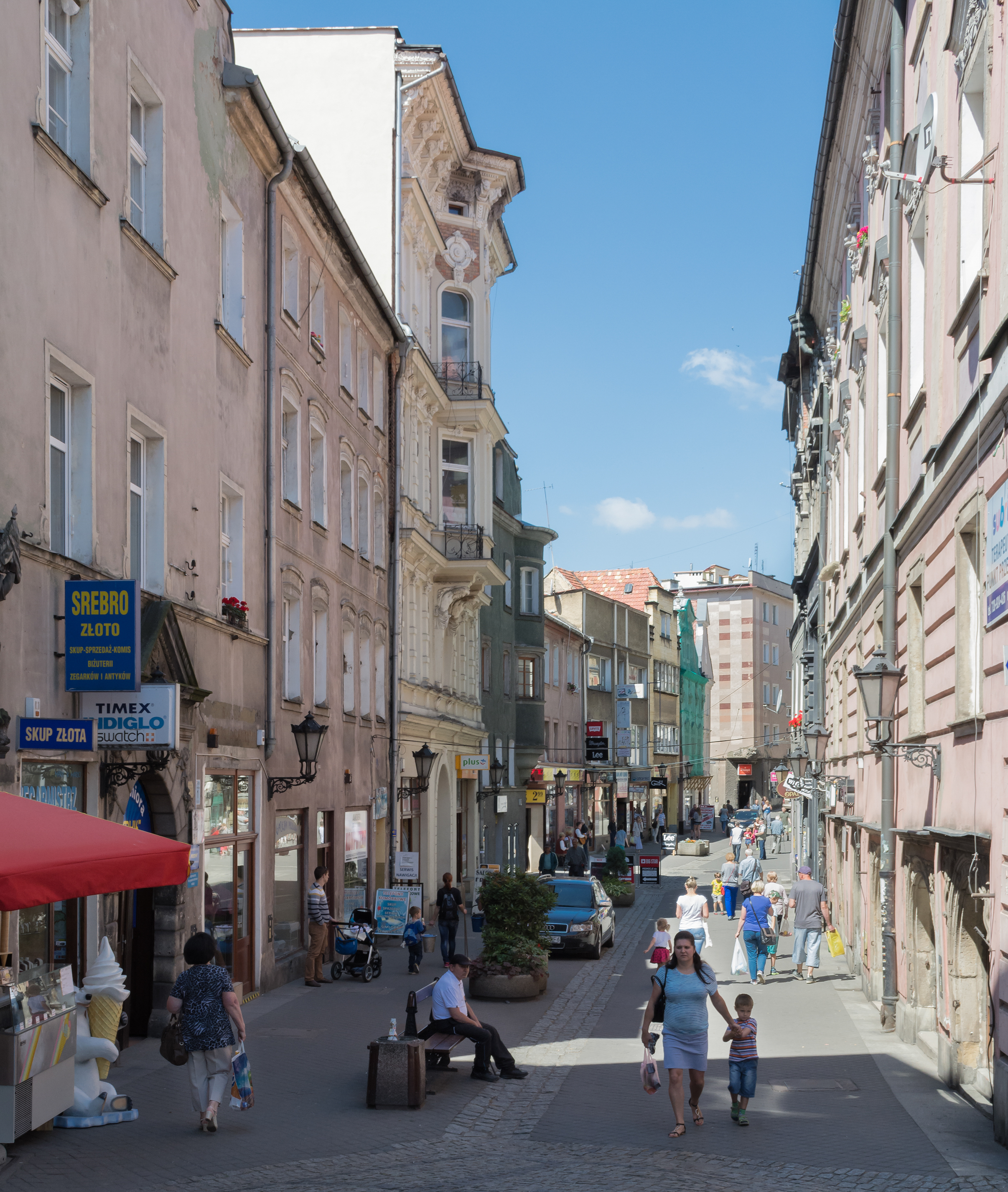
Ulica Armii Krajowej, dawniej zwana Szalejowską i będąca jedną z reprezentacyjnych ulic Kłodzka

| - pl. Bolesława Chrobrego - pl. Kościelny - ul. Armii Krajowej - ul. Bł. Ks. Gerharda Hirschfeldera - ul. Browarna - ul. Czeska - ul. Grodzisko - ul. Kościelna - ul. Ignacego Łukasiewicza - ul. Waleriana Łukasińskiego (część) - ul. Muzealna | - ul. Nad Kanałem - ul. Niska - ul. Spadzista - ul. Stroma - ul. Romualda Traugutta - ul. Tumska - ul. Wita Stwosza - ul. Wodna - ul. Wojska Polskiego (część) - ul. Zawiszy Czarnego |

### Zabytki, pomniki i tablice
Jako że jest to najstarsza część Kłodzka na jej obszarze zachowało się wiele interesujących budowli zaliczanych do zabytków reprezentujących różne style sztuki, głównie renesans i barok. Do najcenniejszych z nich należą:
- Rynek – kształtem jest zbliżony do prostokąta o wymiarach 100–60 m, cechuje go duży spadek terenu, z każdej jego pierzei wybiegają po 2 ulice, w całości zachowała się wyłącznie pierzeja południowa[40]. Do najważniejszych zabytków znajdujących się na jego terenie należą[23]:

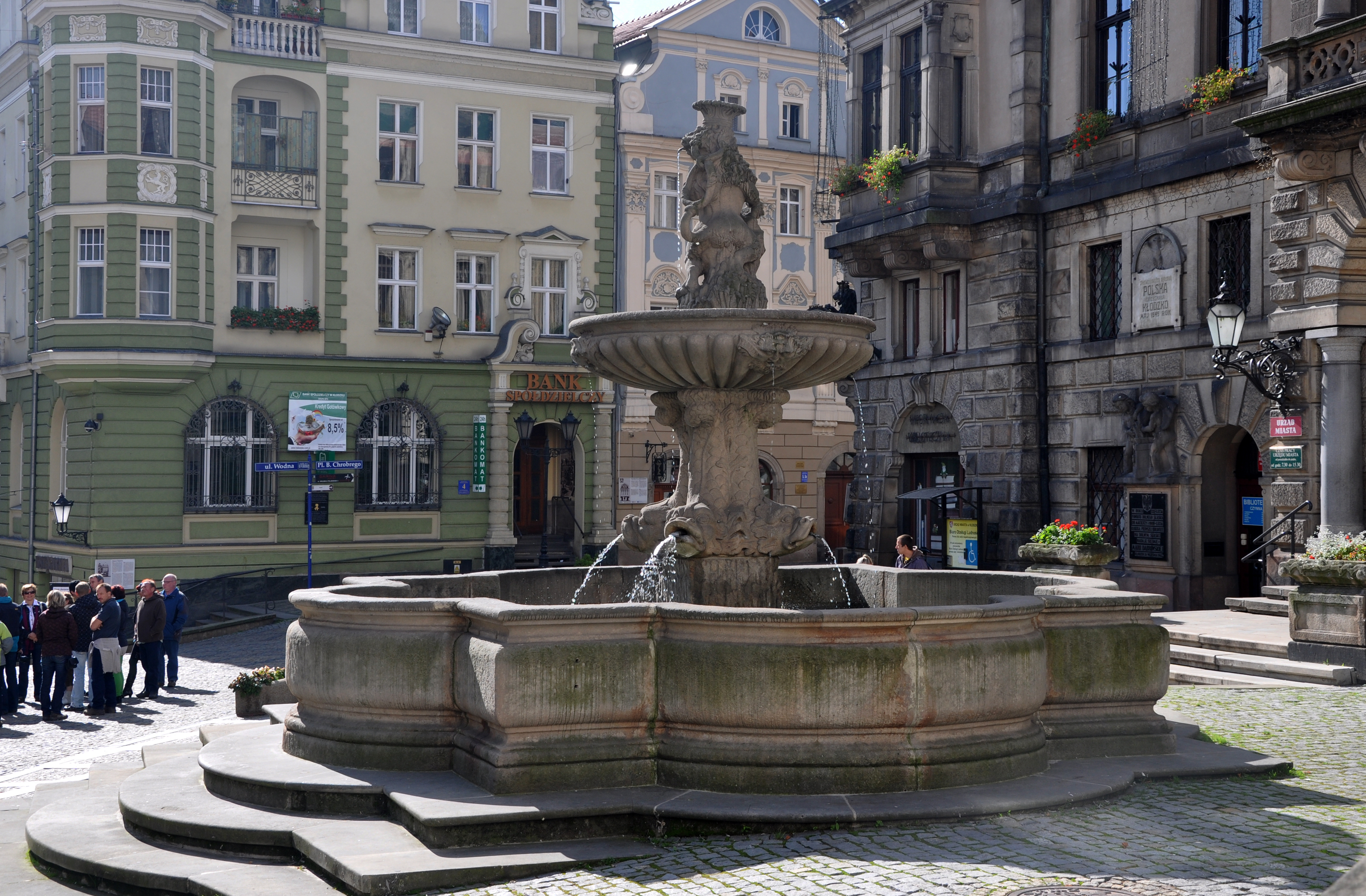
Barokowa studnia miejska na rynku z widokiem na Bank Spółdzielczy

- - Ratusz – obecny, trzeci w kolejności pochodzi z końca XIX wieku, kiedy został odbudowany po ostatnim pożarze; jego najstarszą część stanowi wieża zegarowa z końca XIV wieku, znacznie rozbudowana w XVI wieku[41]
  - Figura wotywna na rynku – znajduje się po zachodniej stronie ratusza; wykonana przez Jana Adama Beyerhoffa w 1680 roku. Ufundowana przez mieszczan dla odwrócenia zarazy, która nawiedziła miasto[42].
  - Studnia barokowa – znajduje się przed północno-wschodnim narożnikiem ratusza. Zbudowana w formie kwadratowej cysterny z półkolistymi apsydkami. W środku cysterny z piaskowca wznosi się duża koncha wsparta na czterech delfinach, z pysków których tryskają strumienie wody. Nad konchą umieszczony jest figura lewa czeskiego z koroną na głowie wspartego na tarczy herbowej. Pierwsze wzmianki o studni pochodzą z poł. XVII wieku, jednak nie zachowały się żadne źródła ikonograficznego z tego okresu. Obecna studnia pochodzi z przełomu XVII i XVIII wieku.
- Obiekty pojezuickie:

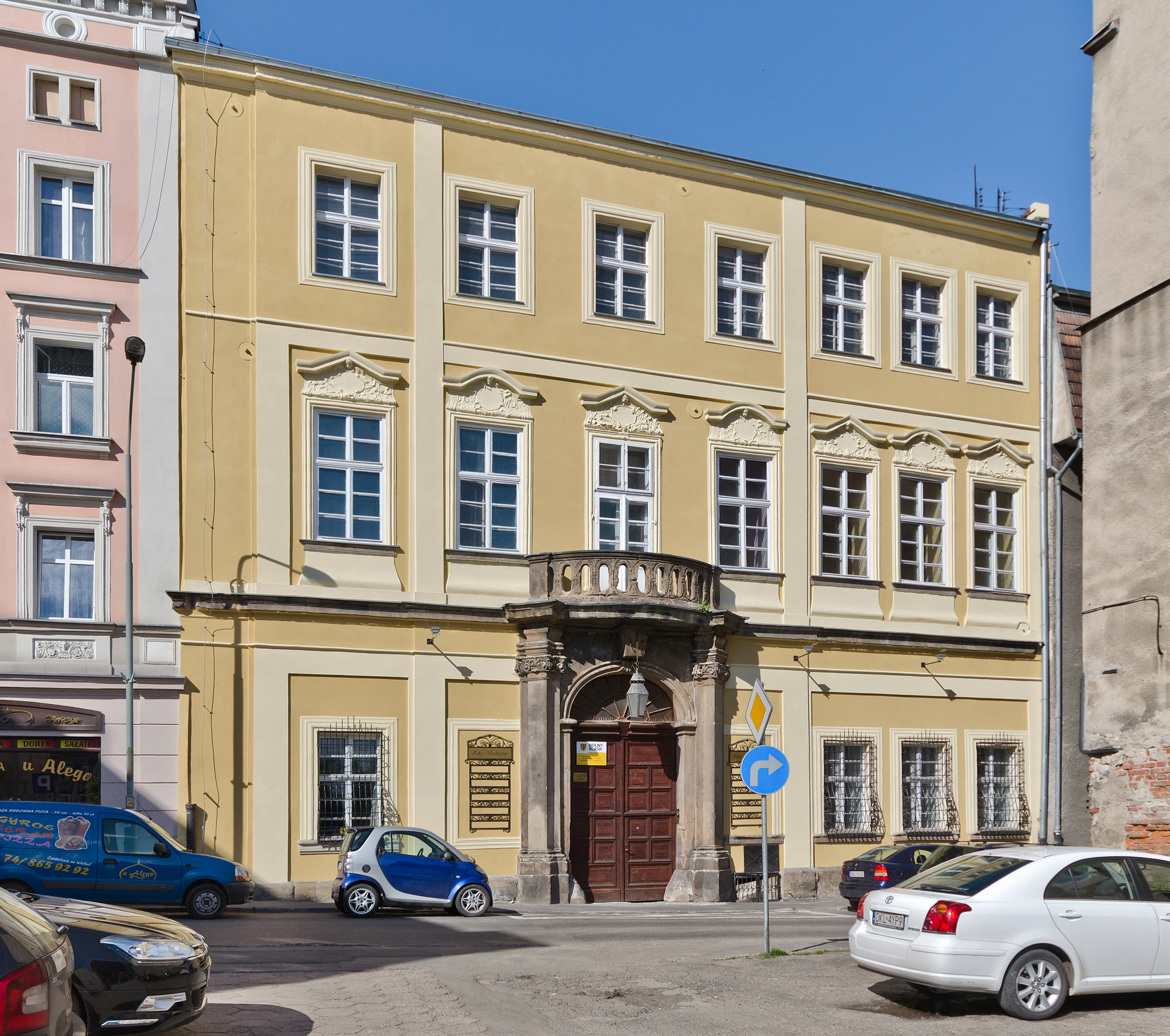
Pałac Wallisów, nowożytna siedziba starostwa kłodzkiego

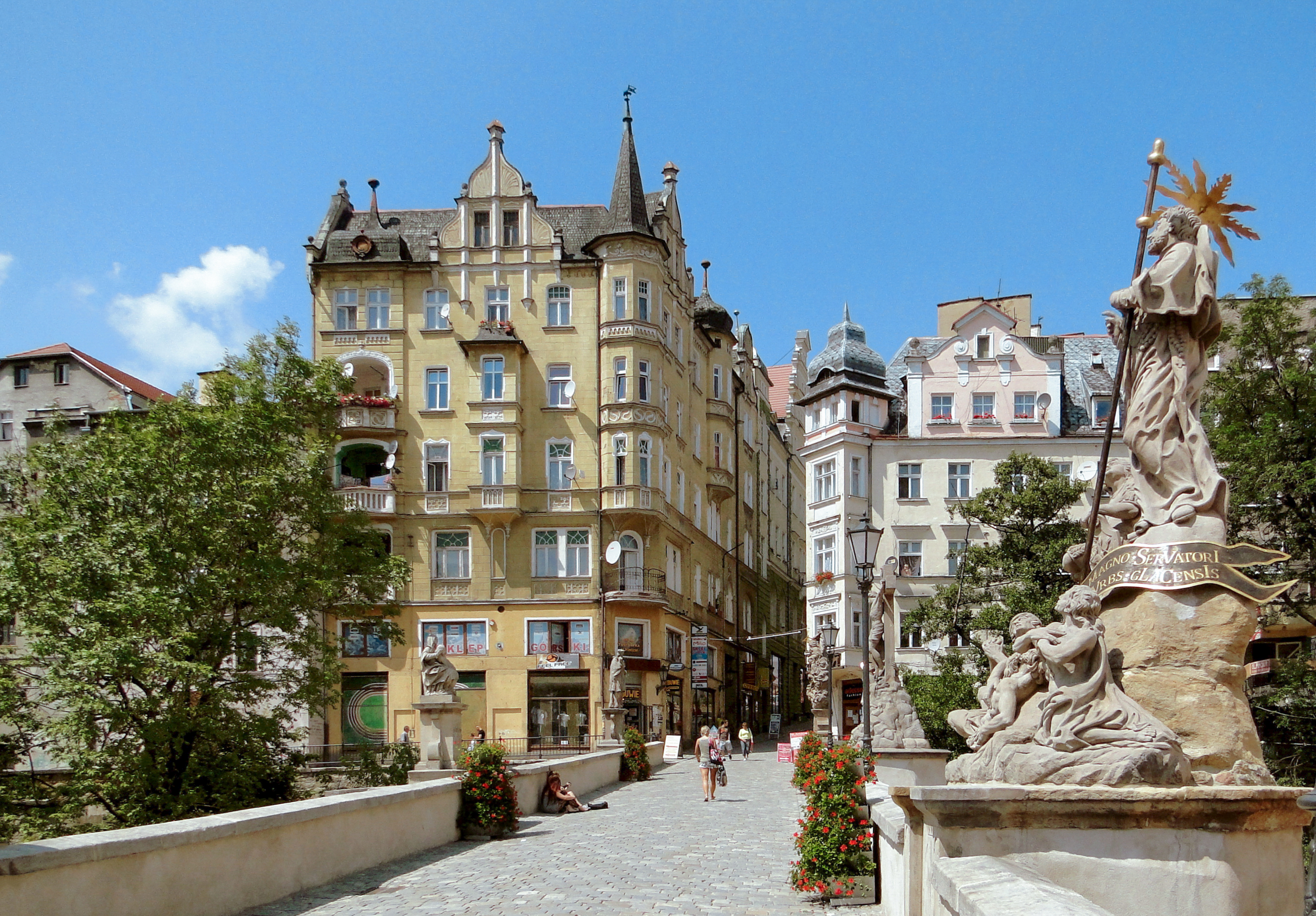
Most gotycki z widoczną na pierwszym planie figurą św. Franciszka Ksawerego, patrona Kłodzka, widok w kierunku ulicy Wita Stwosza i kłodzkiej starówki

- - Kolegiata Wniebowzięcia Najświętszej Maryi Panny – pierwsza wzmianka pochodzi z 1194 roku, a obecny obiekt był budowany od 1344 roku do końca XV wieku, przy czym po przejęciu go przez jezuitów w 1624 roku dokonano jego przebudowy oraz barokizacji wnętrz według projektu Christophera Tauscha[43].
  - Dawne kolegium jezuickie – zbudowane w latach 1665–1690 według projektu Carla Lurago na planie prostokąta z wewnętrznym dziedzińcem, od strony wschodniej przylega do przebudowanej komturii joanickiej[44].
  - Dawny konwikt jezuitów – powstał w XVII wieku w wyniku przebudowy 5 kamienic mieszczańskich, przeszedł kapitalny remont w latach 1976–1986 z zaadaptowaniem na cele muzealne[45].
- Pałace:
  - Pałac Wallisów – zbudowany w końcu XVII wieku w stylu śląskiego baroku, początkowo dwukondygnacyjny, posiada bogaty, wysokiej klasy portal z piaskowca zakończony balustrada balkonu; w 1. poł. XVIII wieku był siedzibą starosty[43].
- Domy zabytkowe i kamienice[43]:
  - kamienica „Pod Jeleniem” przy pl. Bolesława Chrobrego 5
  - kamienica przy pl. Bolesława Chrobrego 15
  - kamienica przy pl. Bolesława Chrobrego 32
  - kamienica przy pl. Bolesława Chrobrego 36
  - kamienica przy ul. Armii Krajowej 1
  - kamienica przy ul. Armii Krajowej 6
  - kamienica przy ul. Kościelna 1
- Zabytki techniczne[43]:
  - Mury miejskie – wzniesione w końcu XIII wieku z kamienia, rozbudowywane i wzmacniane w latach 1426 i 1469, a następnie modernizowane w latach 1508–1568, zostały częściowo rozebrane w latach 1877–1911.
  - Most gotycki na Młynówce – powstał prawdopodobnie w XIV wieku, figury znajdujące się na moście zaczęły się pojawiać od XVI do XVIII w. fundowane przez hojnych właścicieli majątków rycerskich i zamożnych mieszczan, tworząc tym samym osobliwą galerię.
  - Twierdza Główna – powstała na miejscu dawnego zamku w latach 1743–1762 i pełniła swoją rolę militarną do końca XIX wieku, a następnie do 1945 była przeznaczona na ciężkie więzienie.

## Rekreacja

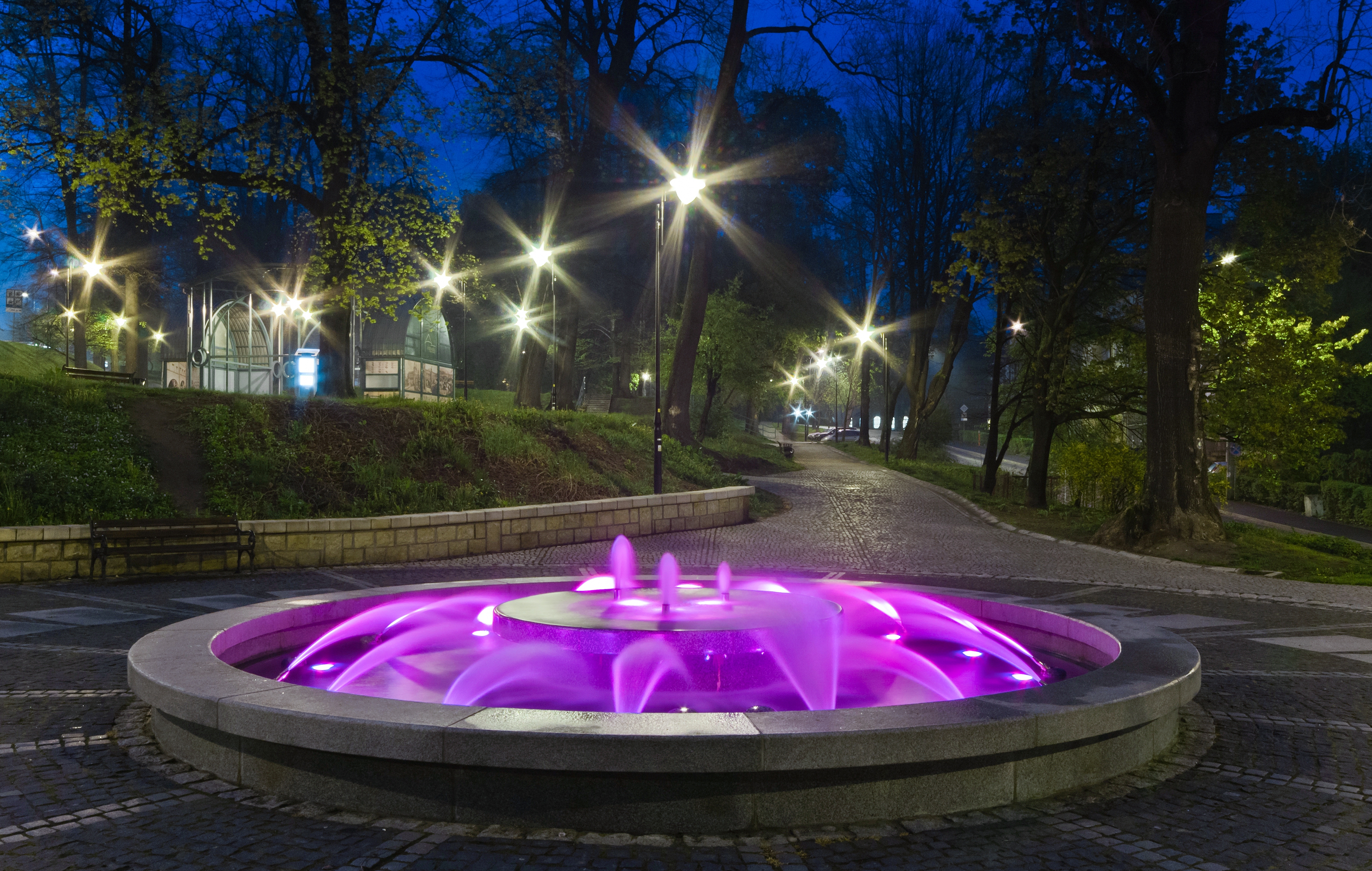
Kolorowa fontanna w Parku Kresowian

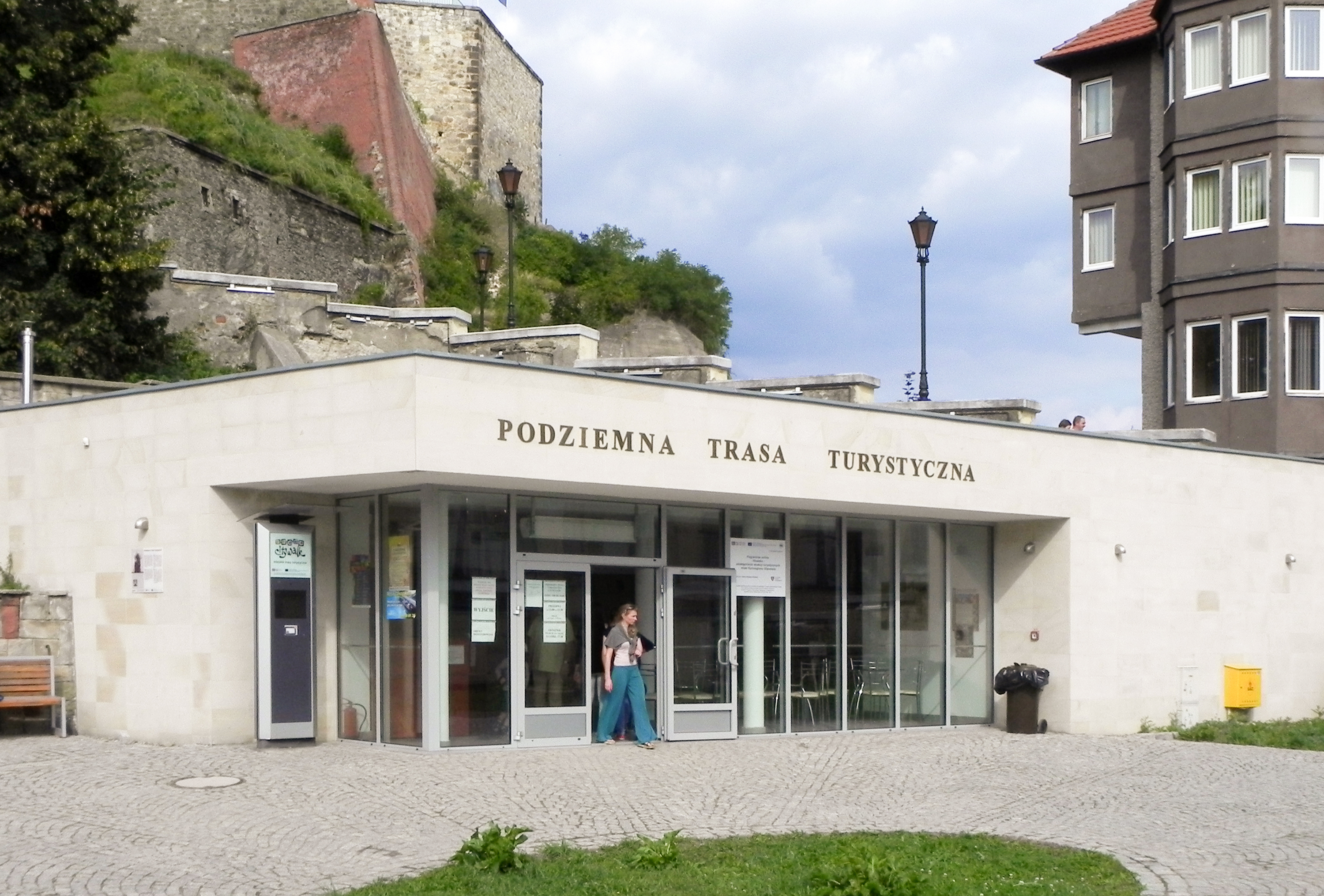
Pawilon wyjściowy Podziemnej Trasy Turystycznej z widocznym bastionem widokowym twierdzy

Ulubionym miejscem wypoczynku mieszkańców Starego Miasta w Kłodzku są otaczające je parki miejskie, które stanowią obszar dawnych plantów miejskich, powstałych w tym miejscu na obszarze dawnych murów miejskich, rozebranych w latach 1877–1911. Obecnie stanowią one osobne parki noszące nazwy:
- Park Kresowian[47] – dawniej zwany Parkiem im Romualda Traugutta i potocznie Parkiem Strażackim, znajduje się w zachodniej części starówki. Założono go w miejscu dawnego cmentarza żołnierzy francuskich[48]. Od 2010 roku trwa jego gruntowna modernizacja. Wybudowano w tym czasie pijalnię wód mineralnych (obecnie letnia kawiarenka) oraz odsłonięto obelisk ku czci Polaków pomordowanych na Kresach Wschodnich przez ukraińskich nacjonalistów z OUN i UPA w latach 1939–1947[49].
- Park Esperanto – nazwa nadana została temu przyszkolnemu skwerowi w 1987 roku dla uczczenia 100-lecia języka esperanto[50].
- Park Sybiraków – najmłodszy z kłodzkich parków, nazwa została nadana w 1995 roku; odbywają się w nim uroczystości rocznicowe związane ze wszystkimi świętami państwowymi, głównie 11 listopada[51].

Wielką atrakcją kłodzkiej starówki jest Podziemna Trasa Turystyczna im. 1000-lecia Państwa Polskiego. Liczy ona ponad 500 m długości i przebiega od ulicy Zawiszy Czarnego pod Placem Kościelnym, ulicami Kościelną, Armii Krajowej, Tumską i Czeską ku wyjściu u zbocza twierdzy w rejonie ulicy Grodzisko. Składa się z ciągu korytarzy, pochylni i komór trzech kondygnacji podziemnych o przekrojach od 1,6 do 2,5 m² w przypadku korytarzy i do 25 m² w przypadku komór. Układ trasy jest dość przypadkowy, uzależniony został bowiem od stanu i możliwości zabezpieczenia odkrytych w trakcie prac wyrobisk, tym niemniej w udany sposób obrazuje sposób tworzenia kłodzkich podziemi na przestrzeni wieków. Obudowa komór i korytarzy wykonana jest z cegły bądź kamienia łamanego połączonych zaprawą lessową lub wapienno-lessową. Część odcinków została dla bezpieczeństwa przemurowana lub zabezpieczona ceglanymi opaskami. Pomiędzy niektórymi wyrobiskami występują ozdobne portale kamienne.

## Gospodarka
Stare Miasto oprócz roli centrum administracyjnego Kłodzka pełni także znaczącą funkcję handlowo-usługową. Znajduje się tutaj bardzo wiele sklepów i obiektów handlowo-usługowych różnych branż (obuwie, odzież, galerie, księgarnie, pamiątki, banki) oraz związanych z turystyką i spędzaniem wolnego czasu obiektów gastronomicznych i pubów. Jedynym większym dyskontem są położone przy ulicy Czeskiej „Delikatesy Centrum”.
Na głównych ulicach starówki podczas ważniejszych okresów w ciągu roku oraz świąt odbywają się uliczne kiermasze i jarmarki, na przykład z okazji świąt Bożego Narodzenia i Wielkanocnych oraz Dni Kłodzka.

## Infrastruktura

### Transport
Przez wiele stuleci przez obszar starówki przebiegały ważne szlaki handlowe, łączące zachód ze wschodem oraz południe z północą, w tym przebiegała tędy główna trasa do Pragi oraz Wrocławia. Po rozbiórce murów i bram miejskich pod koniec XIX wieku, nastąpiło znaczące przesunięcie dróg tranzytowych w kierunku południowej części miasta.

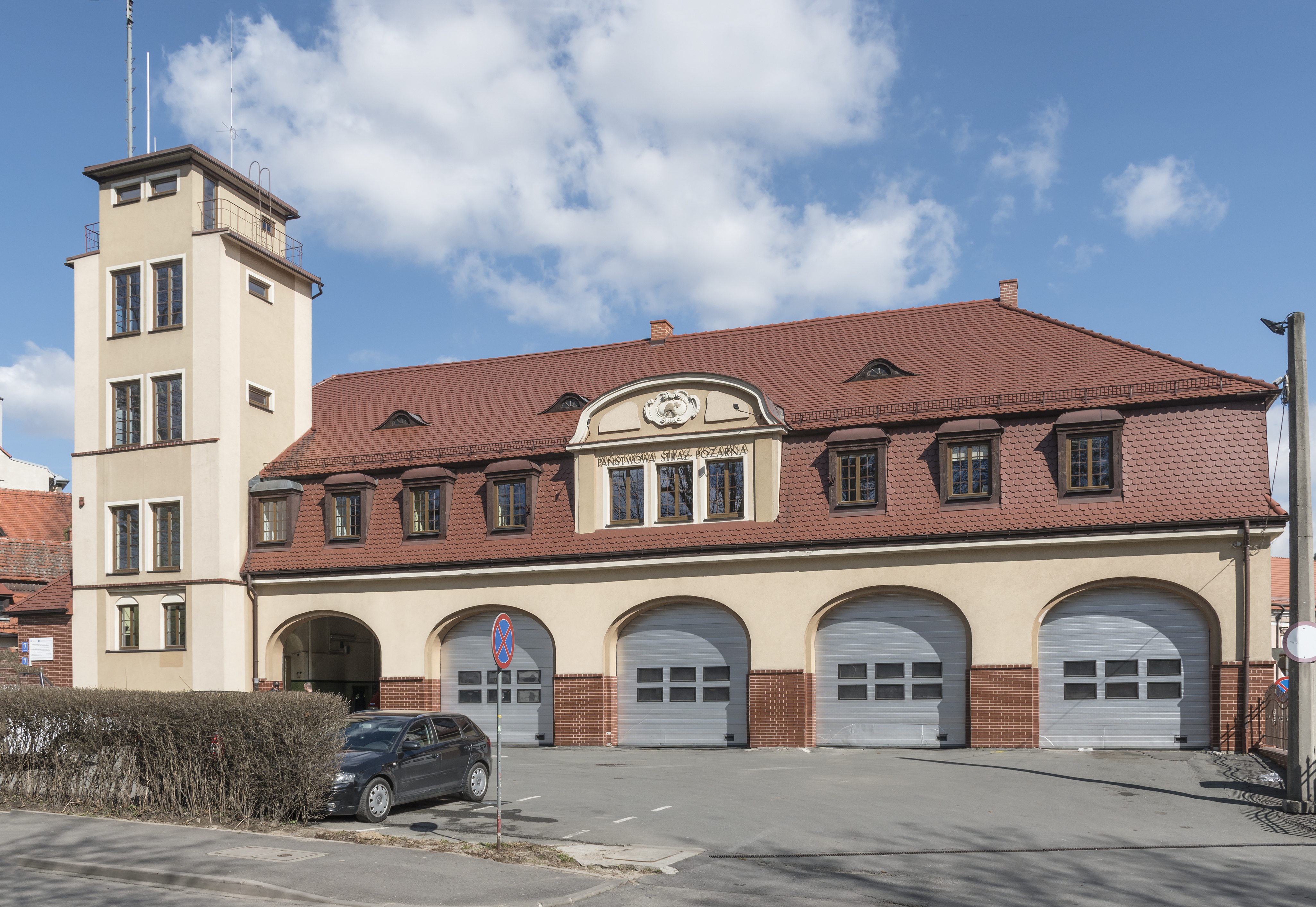
Komenda Powiatowej Straży Pożarnej w Kłodzku przy ul. Traugutta

Obecnie znaczna część starówki po dokonanej w latach 1998–2011 jej kompleksowej rewitalizacji, została zamieniona na deptaki dla pieszych z wyłączeniem ruchu samochodowego. Nie dotyczy to pojazdów dostawczych oraz ulic: Armii Krajowej (częściowo), Muzealnej, Czeskiej i Łukasińskiego oraz północnej części placu Chrobrego.

### Komunikacja
Przez teren Starego Miasta nie przebiega żadna linia A-Visty oraz PKS Kłodzko, które zajmują się obsługą komunikacji miejskiej w Kłodzku.

### Bezpieczeństwo
W zakresie ochrony przeciwpożarowej oraz innych miejscowych zagrożeń – mieszkańcy Starego Miasta podlegają pod rejon działania Powiatowej Państwowej Straży Pożarnej, która ma tutaj swoją siedzibę przy ulicy Traugutta oraz Komendy Powiatowej Policji w Kłodzku przy pl. Chopina 2. Funkcję dzielnicowego sprawuje sierż. Wojciech Bagiński z II Rejonu Służbowego. Z ramienia kłodzkiej straży miejskiej II Rejon Służbowy obsługują st. insp. Wojciech Mania oraz mł. spec. Krzysztof Krawczuk.

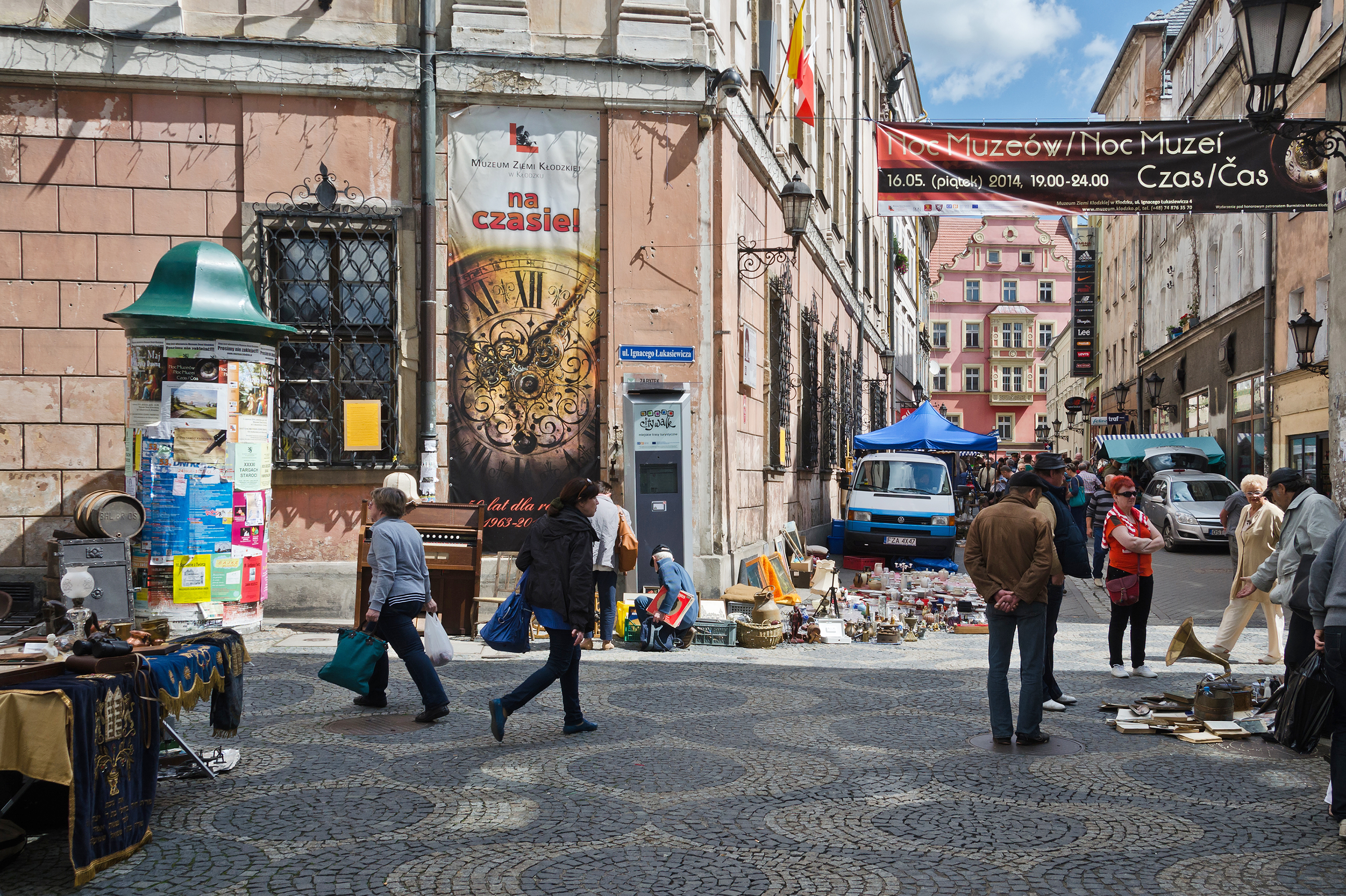
Targi staroci odbywające się w maju podczas Dni Kłodzka

Kłodzka straż miejska ma swoją siedzibę w ratuszu przy pl. Bolesława Chrobrego. Formacja ta została powołana do życia w 1990 roku. Liczy ona obecnie 10 funkcjonariuszy. Na jej czele stoi komendant Piotr Występski. Ma ona na celu zapewniać porządek na terenie miasta.

## Ciekawostki
W połowie lat 50. XX wieku miały miejsce katastrofy budowlane, polegające na usuwaniu się ścian wyrobisk wielokondygnacyjnych piwnic na starówce, w wyniku czego zawaleniu groziła spora część kamienic. Część z nich została rozebrana. Władze miasta chcąc zapobiec dalszej katastrofie, zleciły naukowcom z Akademii Górniczo-Hutniczej w Krakowie opracowanie projektu zabezpieczenia kłodzkiej starówki. Prace zabezpieczeniowe wykonało Przedsiębiorstwo Robót Górniczych z Wałbrzycha. Dzięki tym działaniom ocalono kłodzkie Stare Miasto